# Passo dell'Incisa
Il passo dell'Incisa è un valico dell'Appennino ligure posto a 1468 m s.l.m. Nei pressi del Monte Penna.

## Toponimo
Il termine Incisa ricorre in vari luoghi dell'Appennino ligure con il significato di valico, in particolare roccioso.

## Descrizione
Il passo si trova sullo spartiacque tra la valle dell'Aveto (a nord) e la Val di Taro (a sud). Si apre tra il Monte Penna e il Monte Cantomoro. È attraversato da una strada sterrata che scende in direzione nord verso Amborzasco (Santo Stefano d'Aveto) e si biforca sul lato val di Taro; passano inoltre per il colle vari sentieri tra i quali il tracciato dell'Alta Via dei Monti Liguri.

## Escursionismo
Per il Passo dell'Incisa transita la tappa numero 34 (Passo della Spingarda - Passo del Bocco) dell'Alta Via dei Monti Liguri.. Dal punto di valico si stacca un sentiero che raggiunge il Monte Penna.

## Ciclismo
Il valico può essere raggiunto con la mountain bike o dalla casa forestale del monte Penna (in territorio ligure) o dal fiume Taro.